# 没有面孔的眼睛
《没有面孔的眼睛》（法語：Les Yeux sans visage），是1960年法国、義大利合製的黑白恐怖电影，由乔治·弗朗叙執導，由皮埃爾·布拉瑟、艾麗達·華莉、愛迪絲·斯考博主演，该电影主要讲述一位痴迷科学的父亲给一个因为车祸而毁容的女儿做移植手术的故事。

## 電影內容
一个痴迷科学，并且控制欲很强的父亲在一次开车中，因为和司机起了争执，导致其女儿毁容，而后，女儿不得不每日都带着面具生活。
看到这些，这位父亲决定用自己目前所掌握的移植手术来让自己的女儿恢复容貌。
但是手术一直都不成功，并且这位父亲为了找到合适的，可以提供移植手术的材料，不惜拐骗了很多人。而女儿虽说知道这些事情，但是自己却不能阻止，于是她只好消极的应对着父亲做这些事情。
不过，虽说最后一切都失败了，父亲也死了，但是女儿却已经接受了毁容的自己，因为这样的自己不用再被父亲监视，不用再被父亲强迫做很多自己不喜欢的事情了，她似乎自由了......

## 演员表
- 皮埃尔·布拉瑟
- 阿莉达·瓦利
- 朱丽叶特·麦涅勒
- 亚历山大·里尼奥
- 贝亚特丽斯·阿尔塔里巴
- 夏尔·布拉韦特
- 克洛德·布拉瑟
- 米歇尔·埃切韦里
- 伊薇特·埃蒂耶旺
- 勒内·热南
- 吕西安·于贝尔
- 马塞尔·佩雷斯
- 弗朗索瓦·介朗
- 爱迪丝·斯考博 [5]

## 備註
1. ↑  汪流 (编). . 中国广播电视出版社. 2001. ISBN 7504335320.
2. ↑  .   [2022-01-13]. （原始内容存档于2022-01-13）.
3. ↑  斯特劳斯, Frédéric Strauss. . 人民文学出版社. 2007: 321. ISBN 7020059708.
4. ↑  .   [2022-01-13]. （原始内容存档于2022-01-13）.
5. ↑  .   [2022-01-13]. （原始内容存档于2022-01-13）.